# Acraea punctimarginea
Acraea punctimarginea är en fjärilsart som beskrevs av Elliot C.G. Pinhey 1956. Acraea punctimarginea ingår i släktet Acraea och familjen praktfjärilar. Inga underarter finns listade i Catalogue of Life.